# 龍興寺 (中野区)
龍興寺（りゅうこうじ）は、東京都中野区にある臨済宗妙心寺派の寺院。

## 歴史
1629年（寛永6年）、玄門道幽によって開山された。元々は神田川の隆慶橋近くに位置していた。その後、立ち退きを迫られ、周辺を転々としていたが、1654年（承応3年）に小日向の服部坂上に移転した。
旗本諸家の菩提寺として栄えており、「旗本寺」の異名を取っていた。特に柳沢吉保との関係が深く、吉保は当寺で禅宗を学んだという。
1908年（明治41年）に現在地に移転した。

## 墓所
- 曽雌定子（柳沢吉保の正室）[1]
- 飯塚染子（柳沢吉保の側室）[1]
- 小唄勝太郎

## 交通アクセス
- 落合駅1番出口より徒歩8分（経路案内）。
- 都営地下鉄大江戸線東中野駅A3出口より徒歩8分（経路案内）。
- JR東日本東中野駅西口より徒歩9分（経路案内）。